# Eparquía de San Marón de Montreal
La eparquía de San Marón de Montreal (en latín: Eparchia Sancti Maronis Marianopolitana Maronitarum y en francés: Éparchie Saint-Maron de Montréal des Maronites) es una circunscripción eclesiástica maronita de la Iglesia católica en Canadá, inmediatamente sujeta a la Santa Sede. La eparquía tiene al obispo Marwan Tabet, C.M.L. como su ordinario desde el 10 de enero de 2013.

## Territorio y organización
La eparquía extiende su jurisdicción sobre los fieles católicos maronitas residentes en todo el territorio de Canadá.
La sede de la eparquía se encuentra en la ciudad de Montreal, en donde se halla la Catedral de San Marón.
En 2020 en la eparquía existían 20 parroquias y 5 misiones:
- Nuestra Señora del Buen Socorro en Edmonton, Alberta;
- Nuestra Señora de la Paz en Calgary, Alberta;
- San Chárbel en Fredericton, Alberta;
- Nuestra Señora del Líbano en Halifax, Nueva Escocia;
- Nuestra Señora del Líbano en Toronto, Ontario;
- San Chárbel en Mississauga, Ontario;
- San Pedro en Windsor, Ontario;
- San Elías en London, Ontario;
- San Antonio el Grande en Leamington, Ontario;
- San Chárbel en Oldcastle, Ontario;
- San Chárbel en Ottawa, Ontario;
- Catedral San Marón en Montreal, Quebec;
- Santa Rafka en Longueuil, Quebec;
- Nuestra Señora del Líbano en Laval, Quebec;
- San Antonio el Grande en Outremont, Quebec;

- Misión San José en Laval, Quebec;
- Misión Nuestra Señora del Líbano en Quebec, Quebec;
- Misión San Juan el Apóstol en Roxboro, Quebec.
- Misión San Elías en Pickering, Ontario;
- Misión Nuestra Señora de la Anunciación en la Isla del Príncipe Eduardo;

## Historia
Los inmigrantes del Líbano comenzaron a establecerse en Canadá en 1884.
La eparquía fue erigida el 27 de agosto de 1982 mediante la bula Fidelium illorum del papa Juan Pablo II.

Nunc autem, quandoquidem sive Conferentia Episcopalis Canadensis, sive idem Venerabilis Frater Patriarcha Maronitarum, sive Apostolicus Pro-Nuntius bene fieri iudicaverunt, si ibi loci Eparchia propria in commodum eorundem fidelium conderetur ; Nos tum iis consideratis, quae Decretum Concilii Vaticani II « De Ecclesiis Orientalibus catholicis », n. 4, praecipit, tum iis, quae Sacra Congregatio de re proposuit, apostolica Nostra potestate haec statuimus. Eparchiam pro fidelibus ritus Antiocheni Maronitarum in Canada commorantibus constituimus, cuius erit titulus seu appellatio: Eparchia S. Maronis Marianopolitana Maronitarum, eritque huic Apostolicae Sedi immediate subiecta. Eius sedes in urbe Marianopoli collocabitur; mensam efficient tum pecunia a fidelibus sponte oblata, tum tributa paroeciarum, tum reditus bonorum ad Eparchiam pertinentium.

## Estadísticas
De acuerdo al Anuario Pontificio 2021 la eparquía tenía a fines de 2020 un total de 94 300 fieles bautizados.
| Año                                                                             | Población            | Población | Población      | Sacerdotes | Sacerdotes    | Sacerdotes    | Bautizados por sacerdote | Diáconos permanentes | Religiosos | Religiosos | Parroquias |
| Año                                                                             | Bautizados católicos | Total     | % de católicos | Total      | Clero secular | Clero regular | Bautizados por sacerdote | Diáconos permanentes | Varones    | Mujeres    | Parroquias |
| ------------------------------------------------------------------------------- | -------------------- | --------- | -------------- | ---------- | ------------- | ------------- | ------------------------ | -------------------- | ---------- | ---------- | ---------- |
| 1990                                                                            | 75 000               | ?         | ?              | 8          | 5             | 3             | 9375                     | 1                    | 10         | 6          | 9          |
| 1999                                                                            | 80 000               | ?         | ?              | 20         | 13            | 7             | 4000                     | 1                    | 7          |            | 17         |
| 2000                                                                            | 81 000               | ?         | ?              | 18         | 10            | 8             | 4500                     | 1                    | 8          | 3          | 16         |
| 2001                                                                            | 80 000               | ?         | ?              | 20         | 10            | 10            | 4000                     | 1                    | 10         | 5          | 13         |
| 2002                                                                            | 80 000               | ?         | ?              | 19         | 10            | 9             | 4210                     | 1                    | 11         | 5          | 12         |
| 2003                                                                            | 80 000               | ?         | ?              | 19         | 10            | 9             | 4210                     | 1                    | 11         | 5          | 12         |
| 2004                                                                            | 80 000               | ?         | ?              | 16         | 9             | 7             | 5000                     | 1                    | 7          | 5          | 14         |
| 2009                                                                            | 80 000               | ?         | ?              | 19         | 10            | 9             | 4210                     | 1                    | 9          | 6          | 16         |
| 2010                                                                            | 81 000               | ?         | ?              | 19         | 10            | 9             | 4263                     | 1                    | 17         | 7          | 12         |
| 2014                                                                            | 87 900               | ?         | ?              | 20         | 13            | 7             | 4395                     | 1                    | 9          | 6          | 17         |
| 2017                                                                            | 90 870               | ?         | ?              | 21         | 14            | 7             | 4327                     |                      | 8          | 6          | 18         |
| 2020                                                                            | 94 300               | ?         | ?              | 22         | 15            | 7             | 4286                     |                      | 7          | 6          | 20         |
| Fuente: Catholic-Hierarchy, que a su vez toma los datos del Anuario Pontificio. |                      |           |                |            |               |               |                          |                      |            |            |            |

## Episcopologio
- Elias Shaheen (Chahine) † (27 de agosto de 1982-23 de noviembre de 1990 retirado)
- Georges Abi-Saber, O.L.M. † (23 de noviembre de 1990-7 de febrero de 1996 renunció)
- Joseph Khoury † (11 de noviembre de 1996-10 de enero de 2013 retirado)
- Marwan Tabet, C.M.L., desde el 10 de enero de 2013 [4]